# Thalassiobeckiaceae
Famille
Les Thalassiobeckiaceae sont une famille d'algues de l'embranchement des Bacillariophyta (Diatomées), de la classe des Mediophyceae et de l’ordre des Stephanodiscales.
C'est une famille monotype, c'est-à-dire qu'elle ne contient que le seul genre type.

## Étymologie
Le nom de la famille vient du genre type Thalassiobeckia, composé du préfixe thalass-, mer (bien que la diatomée ait été découvert dans des sédiments d'eaux douces), et du suffixe beck, dont l'origine n'a pas été définie par les auteurs. Il pourrait s'agir d'une allusion au genre Beckia de Elenkin (d), et d'un hommage indirect au botaniste autrichien G. Beck qui décrivit, en 1938, l'espèce Beckia bella (Beck) Elenkin, une Cyanobacterie citée dans une « Monographie des terres et des eaux douces d'URSS ».

## Description
Le genre type Thalassiobeckia fut décrit comme suit par G. Khursevich et S. Fedenya :

« Les cellules sont solitaires. La frustule est discoïde, avec quelques bandes intercalaires.
Les valves sont circulaires, presque plates avec une zone centrale légèrement concave ou convexe.
Les aréoles sont 	loculaires avec des cribres apparemment internes (souvent brisés) et des foramens externes.
Ils sont disposés en stries rayonnantes sur fasciculées.
Le centre valvaire possède neuf aréoles entourées d'un anneau hyalin.
Une à quatre fultoportules, sont situées dans la zone centrale, chacune avec trois pores satellites.
Plusieurs rimoportules, (de 2 à 5) sont généralement présentes à la jonction entre la valve et le manteau. Le manteau valvaire est finement aréolé et doté d’un anneau marginal d'apophyses tubulaires. »

Le genre Thalassiobeckia diffère du genre Thalassiosira Cleve, 1873 (Thalassiosiraceae) de par la présence de processus tubulaires (apophyses) au niveau du manteau valvaire, semblables à ceux du genre Ellerbeckia (famille des Radialiplicataceae).

## Distribution
Le genre type Thalassiobeckia est une diatomée fossile d'eau douce découverte, au fond du Lac Baïkal (Sibérie), dans des sédiments d'étage Pliocène.

## Liste des genres
Selon AlgaeBase (18 août 2022) :
- Thalassiobeckia Khursevich & Fedenya, 2005

## Systématique
Le nom correct complet (avec auteur) de ce taxon est Thalassiobeckiaceae Khursevich & Fedenya, 2005.

## Publication originale
- Khursevich, G.K. & Fedenya, S.A. (2005). « Thalassiobeckiaceae - a new family of the class Centrophyceae (Bacillariophyta) ». Algologia, vol. 15, n. 3, p. 358-363, 6 figs.